# 미노이
박민영(1997년 4월 9일~)은 예명 미노이(meenoi)로 더 잘 알려진 대한민국의 싱어송라이터이다. 2021년에 데뷔 정규 음반 In My Room을 발매했다.

## 생애
박민영은 태안군에서 태어나 부천시에서 자랐다. 초등학생 때 친구와 노래방에 갔는데, 그 친구가 노래를 정말 잘했다. 그보다 더 잘 하고 싶어서 노래를 시작했다.

## 학력
- 부천동여자중학교
- 원미고등학교
- 한양대학교 에리카 실용음악과[3]

## 경력
미노이는 2019년에 데뷔 싱글 "너답기기안"을 발매했다. 2020년에 에잇볼타운과 계약했다. 2021년 2월에 싱글 "우리집 고양이 츄르를 좋아해"를 발매하고 8월에 <미노이의 요리조리>의 호스트를 맡아 "킹받는" 이미지로 화제가 되었다. 10월에 데뷔 정규 음반 In My Room을 발매했다. 2022년에 우원재와 함께 싱글 "잠수이별"을 발매해 엠넷 아시안 뮤직 어워드 베스트 콜라보레이션 후보에 올랐다.
2023년에 AOMG와 계약했다.

## 예술성
"일상의 단면들을 자신만의 언어와 음색 안에 담아"낸다.

## 사생활
세섬과 밍밍이라는 고양이 두 마리를 키운다.

## 음반 목록

### 정규 음반
| 제목       | 상세                                                                 | 최고 차트 순위 |
| 제목       | 상세                                                                 | KOR            |
| ---------- | -------------------------------------------------------------------- | -------------- |
| In My Room | - 발매일: 2021년 10월 13일 - 레이블: 에잇볼타운 - 형식: CD, 스트리밍 | 44             |

### 싱글
| 제목                                       | 연도 | 최고 차트 순위 |
| 제목                                       | 연도 | KOR            |
| ------------------------------------------ | ---- | -------------- |
| "너답기기안"                               | 2019 | —              |
| "우리집 고양이 츄르를 좋아해" (Feat. 염따) | 2021 | —              |
| "잠수이별" (우원재와 함께)                 | 2022 | 29             |

## 출연 작품

### TV
| 연도 | 제목                                  | 역할   | 각주   |
| ---- | ------------------------------------- | ------ | ------ |
| 2022 | 놀라운 토요일                         | 게스트 |        |
| 2022 | 꼬리에 꼬리를 무는 그날 이야기        | 게스트 |        |
| 2022 | 복면가왕                              | 참가자 | [ 11 ] |
| 2022 | 라디오 스타                           | 게스트 |        |
| 2023 | 내친나똑(내 친구들은 나보다 똑똑하다) | 게스트 |        |
| 2023 | 더 시즌즈-최정훈의 밤의 공원          | 뮤지션 |        |
| 2023 | 전지적 참견 시점                      | 게스트 |        |
| 2024 | 구해줘!홈즈                           | 게스트 |        |

### 웹예능
| 연도 | 제목          | 역할   | 각주 |
| ---- | ------------- | ------ | ---- |
| 2023 | 덱스의 냉터뷰 | 게스트 |      |

## 수상 및 후보
| 시상식                  | 연도 | 후보       | 부문                | 결과 | 각주  |
| ----------------------- | ---- | ---------- | ------------------- | ---- | ----- |
| 엠넷 아시안 뮤직 어워드 | 2022 | "잠수이별" | 베스트 콜라보레이션 | 후보 | [ 7 ] |